# Японская кошачья акула
Японская кошачья акула (лат. Scyliorhinus torazame) — распространённый вид хрящевых рыб семейства кошачьих акул отряда кархаринообразных. Обитает на скалистых рифах в северо-западной части Тихого океана на глубине до 320 м. Максимальный размер 50 см. Тело узкое и вытянутое, голова короткая и закруглённая. Бороздки около ноздрей отсутствуют. На нижней челюсти по углам рта имеются бороздки. У этих акул очень грубая кожа. Спина покрыта несколькими тёмно-коричневыми седловидными отметинами.
Будучи донными хищниками они питаются моллюсками, костистыми рыбами и ракообразными. Размножаются, откладывая яйца, заключённые в жёсткие капсулы. В качестве прилова попадают в коммерческие рыболовные сети. В пищу не употребляются. Легко уживаются в неволе.

## Таксономия
Впервые научное описание этого вида было дано Сигехо Танакой в 1908 году. Видовой эпитет torazame (яп. 虎鮫) по-японски означает «тигровая акула». Первоначально этот вид был отнесен к роду Catulus. Утраченный голотип представлял собой взрослого самца длиной 45 см, пойманного у берегов Миуры, Канагава, Япония. Последующие авторы признали Catulus синонимом Scyliorhinus.

## Ареал
Японские кошачьи акулы распространены в северо-западной части Тихого океана. Они встречаются у берегов Японии, Кореи, Китая и, возможно, Филиппин. Эти донные рыбы держатся на глубине до 320 м на континентальном шельфе и в верхней части материкового склона. Они предпочитают скалистые рифы. Миграций не совершают.

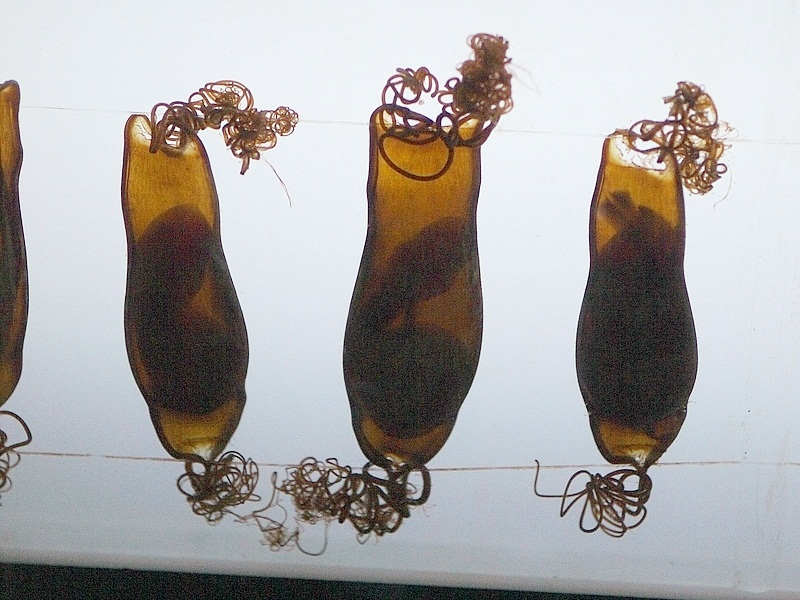
Яйца японских кошачьих акул

## Описание
Длина японских кошачьих акул достигает 50 см. У них тонкое и плотное тело. Узкая голова составляет чуть менее 1/6 от общей длины. Наибольшая ширина головы приблизительно равна 2/3 её длины. Морда короткая и округлая. Большие ноздри обрамлены небольшими треугольными складками кожи, которые не доходят до широкого рта. Глаза среднего размера, овальные, вытянуты по горизонтали и оснащены рудиментарными мигательными мембранами. Позади глаз имеются брызгальца. Борозды между ноздрями и ртом отсутствуют. По углам рта на нижней челюсти имеются борозды. Мелкие зубы оснащены центральным длинным остриём и двумя боковыми зубцами. Имеются пять пар коротких жаберных щелей, четвертая пара расположена над основанием грудных плавников.
Два спинных плавника сдвинуты к хвосту, основание первого спинного плавника расположено позади основания брюшных плавников. Первый спинной плавник имеет закруглённую вершину, он больше второго спинного плавника, вершина которого более угловатой формы. Грудные и брюшные плавники умеренного размера. У самцов внутренние края брюшных плавников образуют «фартук» над длинными цилиндрическими птеригоподиями. Основание анального плавника находится примерно между спинными плавниками. Хвостовой плавник с неразвитой нижней долей и вентральной выемкой у вершины верхней доли вытянут почти горизонтально. Кожа толстая и очень грубая, покрыта крупными, поставленными вертикально плакоидными чешуйками. Окрас коричневого цвета, на спине и боках имеются 6—10 нечётких темных седловидных отметины, брюхо ровного жёлтоватого цвета. Крупные акулы покрыты большими светлыми и тёмными пятнами неправильной формы.

## Биология

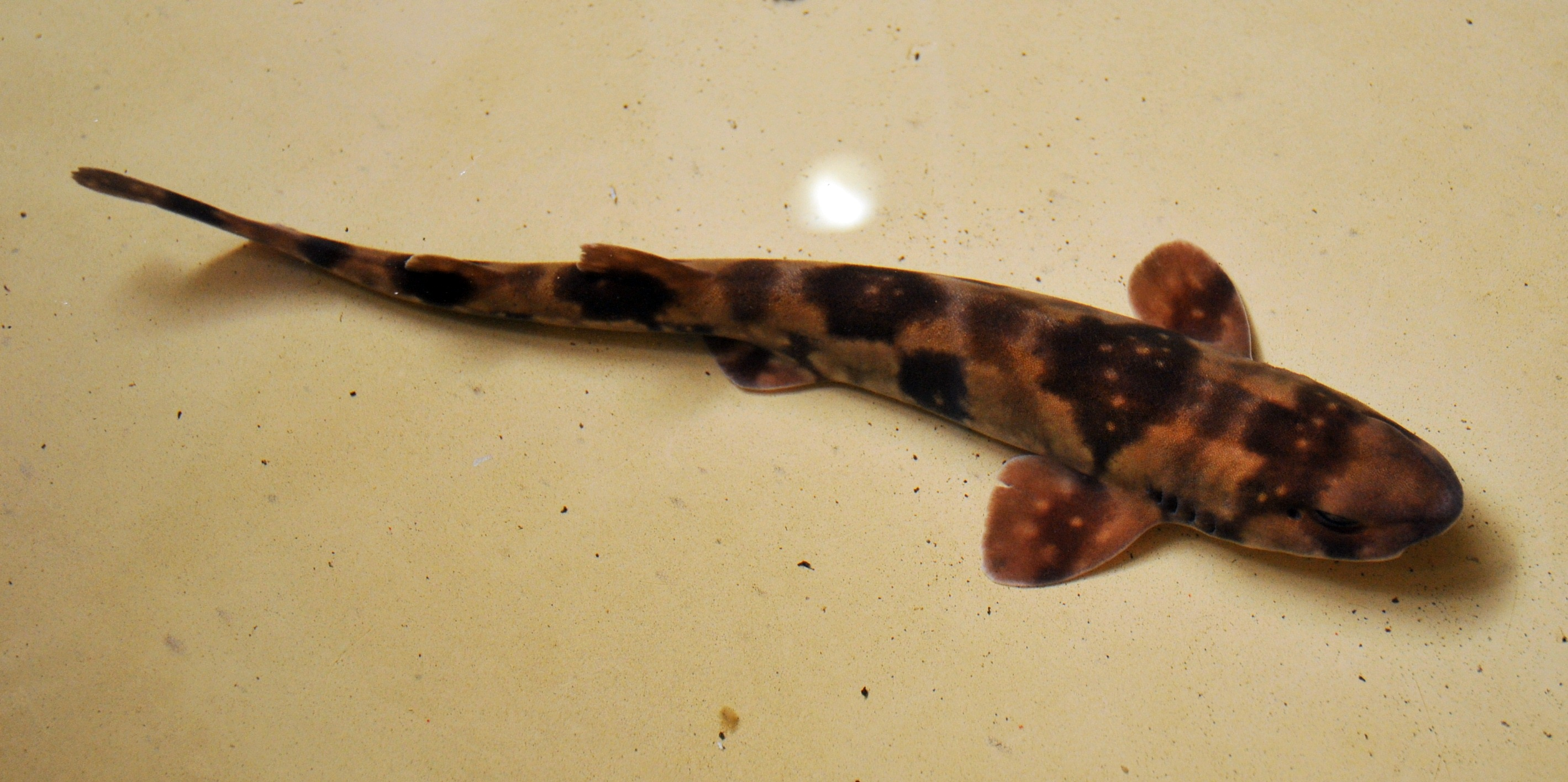
Японская кошачья акула в аквариуме океанариума Канагавы

Японские кошачьи акулы питаются в основном моллюсками, ракообразными и костистыми рыбами. В свою очередь эти акулы и их яйца могут стать добычей других хищников, например, Cephaloscyllium umbratile. На этих рыбах паразитируют слизистые споровики  Chloromyxum scyliorhinum. Японские кошачьи акулы размножаются, откладывая яйца. У взрослых самок имеется один функциональный яичник и два функциональных яйцевода. В качестве прелюдии к спариванию самец кусает самку за грудной плавник, в бок и в жаберную область. Схватив самку зубами, самец оборачивается вокруг неё и вставляет один из своих птеригоподиев в клоаку. Спаривание может длиться от 15 секунд до 4 минут. Вдоль внутреннего края птеригоподиев самцов этого вида имеется ряд из приблизительно ста крючков. Эти крючки, вероятно, служат для прикрепления самца к самке во время совокупления. Самки способны хранить сперму в её нидаментальной железе в течение нескольких месяцев.
Самки откладывают два яйца за один нерест, по одному из каждого яйцевода. Яйца заключены в гладкие, прозрачные капсулы жёлтого цвета шириной 1,9 см и длиной 5,5 см. По всем четырём углам капсулы имеются длинные усики. Известны природные нерестилища японских кошачьих акул. Одно из таких нерестилищ находится на глубине 100 м у побережья Хакодате. Когда длина эмбриона достигает 3,6 см, у него появляются наружные жабры, неразвитые плавники, пигментация отсутствует. При длине 5,8 см наружные жабры исчезают, кожа покрывается мелкими зубчиками. По длине 7,9 см у эмбриона имеются хорошо развитые плавники, кожа пигментирована, в целом он похож на взрослую акулу. При температуре 11,3 °C новорожденные вылупляются через 15 месяцев, а при температуре 14,5 °C через 7—9 месяцев. При рождении их длина не превышает 8 см. Размеры, при которых акулы достигают половой зрелости, увеличиваются с понижением температуры воды: у северного побережья Хакодатэ самцы и самки становятся половозрелыми при длине более 38 см, в то время как некоторые самки остаются незрелыми даже при длине 47 см. А на юге у острова Цусима половая зрелость у обоих полов наступает при длине около 33 см. Максимальная продолжительность жизни составляет не менее 12 лет.

## Взаимодействие с человеком

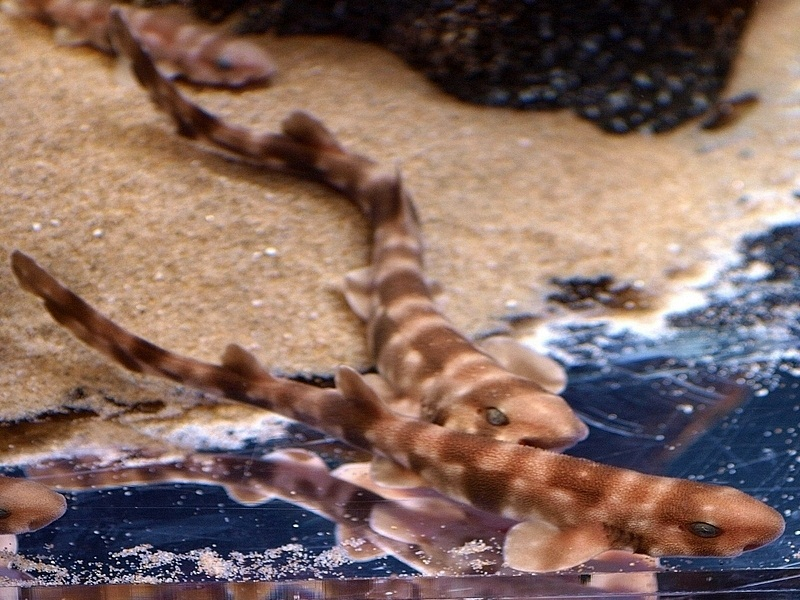
Японские кошачьи акулы в аквариуме

Не представляет опасности для человека. Хорошо приспосабливается и размножается в неволе. Этих акул часто используют в качестве модельного организма в физиологических исследованиях. 25 сентября 1995 года Мотояси Масуда и его коллеги использовали акул этого вида для выполнения первого успешного искусственного осеменения акулы или ската. В качестве прилова японские кошачьи акулы попадают в промышленные рыболовные сети, в том числе тралы и жаберные сети, а также в донные ярусы. Пойманных акул, как правило, выбрасывают за борт. Среди выпущенных рыб, возможно, многие выживают благодаря своей выносливости. Около 40 % выброшенного прилова в префектуре Ямагути составляют акулы этого вида. Донный траловый промысел в префектуре Фукусима добывал до тонны японских кошачьих акул в год, которых выбрасывают в море.
Несмотря на сильное давление со стороны рыбного промысла в пределах своего ареала японские акулы встречаются довольно часто, возможно, потому, что этот вид более биологически продуктивен, по сравнению с большинством других акул. В результате Международный союз охраны природы (МСОП) присвоил ему статус сохранности «Вызывающий наименьшие опасения». В мясе японских кошачьих акул, добытых в ряде мест у берегов Японии, были обнаружены полихлорированные бифенилы (ПХБ) и дихлордифенил дихлорэтилены (ДДЕ), которые поступают в их организм из пищи. Одним из вероятных источников подобных загрязнений является использование в развивающихся странах Южной Азии пестицида ДДТ.